# Paul Durand (archéologue)
Pour les articles homonymes, voir Paul Durand et Durand.
Emmanuel Paul Hilaire Durand, né à Paris le 16 mai 1806 où il est mort le 27 décembre 1882, est un artiste savant aux multiples facettes, docteur en médecine, archéologue et dessinateur.

## Biographie
Diplômé de médecine en 1831 à Paris avec une thèse, publiée le 8 août de la même année, portant sur la péritonite puerpérale, il ne continua pas dans cette voie. Rien ne prête à croire que Paul Durand ait exercé en tant que médecin bien qu’il en ait le titre et la possibilité. Toute sa vie fut dédiée à sa passion pour l’art, l’archéologie et l’architecture médiévale, occidentale comme orientale, qu’il étudia seul, en véritable savant autodidacte. 

### Chartres
L'intérêt qu'il porta à l'art médiéval chrétien semble naître à Chartres, préfecture du département d'Eure-et-Loir, dont il s'éprit très vite. Le chanoine Yves Delaporte nous rapporte que Paul Durand dessinait déjà, à l'âge de 26 ans, les vitraux de la cathédrale chartraine où il passait alors le plus clair de son temps. Selon Delaporte « nul sans doute, à cette époque, ne connaissait mieux que lui les vitraux de Notre-Dame de Chartres ». Ce n’est donc pas une surprise si toutes les reproductions de vitraux parues dans la Monographie de la cathédrale de Chartres en 1867 furent réalisées d’après ses dessins et s'il est appelé, dans les années 1860, à écrire le texte explicatif accompagnant les planches.
En 1856 il fut l’un des membres fondateurs, avec l’archiviste départemental Lucien Merlet, de la Société archéologique d'Eure-et-Loir. Comme sa grande sœur la Société française d’archéologie, sa visée première était de découvrir et de sauvegarder le patrimoine architectural, artistique et archéologique. Durand y publia de nombreux articles sur des thèmes divers, nous renseignant notamment sur les restaurations et décors peints qu'il réalisa à Chartres et dans ses alentours.

### Son intérêt pour la chrétienté orientale
Grand voyageur, Paul Durand ne cessa toute sa vie de sillonner l'Orient. Il découvrit pour la première fois les beautés de l’art chrétien oriental en 1839 en compagnie de son ami, le célèbre archéologue Didron l’Aîné (1806-1867). Le Manuel d’iconographie chrétienne grecque et latine est le fruit de leur séjour de 1839 en Grèce. L’ouvrage est une traduction de Paul Durand, du grec vers le français, du Guide de la peinture, manuscrit rédigé par le moine et peintre grec Denys de Fourna à la fin du XVIIe – début du XVIIIe siècle. L’introduction, qui nous donne beaucoup de précisions sur le voyage des deux hommes, ainsi que les notes de bas de pages, sont écrites par Didron.
Ce périple vers la chrétienté orientale fut vraisemblablement le premier de Paul Durand et ouvre par la suite la porte à une longue liste d’autres voyages. Nous pouvons citer l’Égypte, où il se rendit cinq fois, la Palestine où il admira le Saint-Sépulcre,ou encore la Syrie.

## Ouvrages et articles écrits par Paul Durand

### Monographie de la cathédrale de Chartres

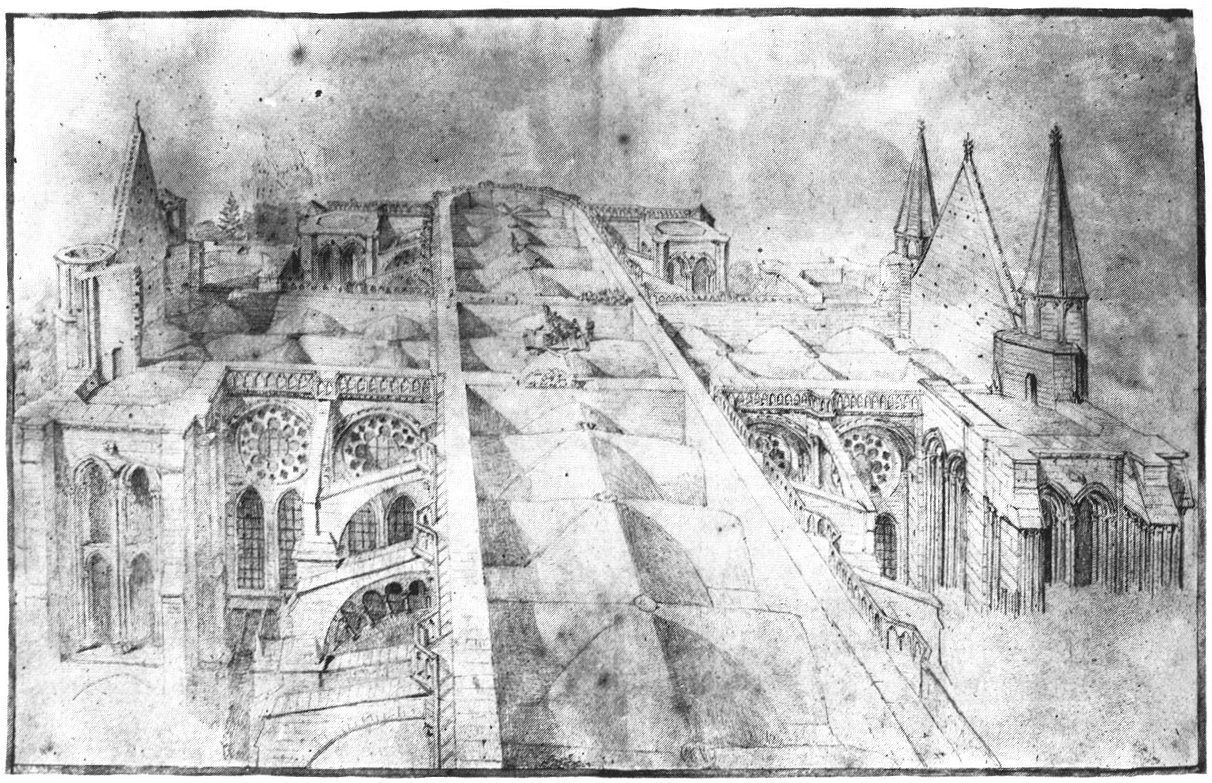
Vue du dessus des voûtes de la cathédrale de Chartres après l'incendie de 1836, Paul Durand.

- Paul Durand, Monographie de Notre-Dame de Chartres : explication des planches, Paris, Imprimerie nationale, 1867-1881, 218 p. (lire en ligne)

### Société archéologique d'Eure-et-Loir

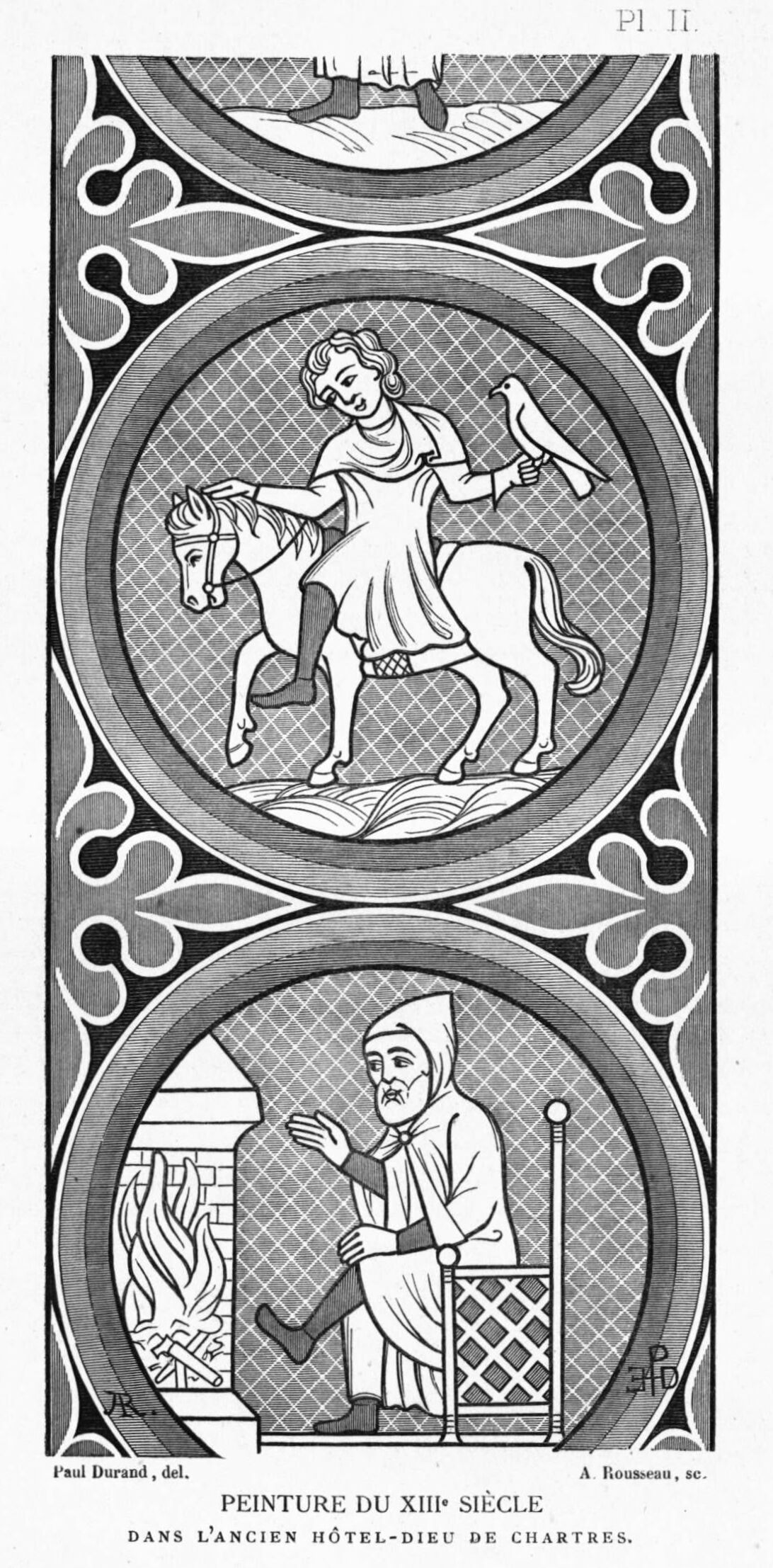
Reproduction d'une peinture du XIIIe siècle dans l'ancien hôtel-Dieu de Chartres signée Paul Durand.

- « Note sur la chapelle de la conception dans l’église de Saint-Père, à Chartres », in Mémoires de la Société archéologique d'Eure-et-Loir, tome I, Chartres, 1858, p. 167-174, [lire en ligne] ;
- « Rapport sur l’église et la crypte de Saint-Martin-au-Val à Chartres », in Mémoires de la Société archéologique d’Eure-et-Loir, tome I, Chartres, 1858, p. 305-318, [lire en ligne] ;
- « Rapport de M. Paul Durand sur une excursion archéologique à Ver, Mignières et les environs. », dans Société archéologique d'Eure-et-Loir, séance du 9 juin 1859, Procès-Verbaux, tome I,, Chartres, Petrot-Garnier, libraire, 16 et 17 place des Halles, 1861, 336 p. (ISSN 1149-7203, lire en ligne), p. 180-187 ;Les « environs » visités sont Thivars, Corancez et Génerville (commune de Sours)
- « Rapport de M. Paul Durand sur l'état actuel de Nogent-le-Roi, au point de vue archéologique. », dans Société archéologique d'Eure-et-Loir, séance du 3 mai 1860, Procès-Verbaux, tome I,, Chartres, Petrot-Garnier, libraire, 16 et 17 place des Halles, 1861, 336 p. (ISSN 1149-7203, lire en ligne), p. 240-244 ;
- « Église de Saint-Père, à Chartres - Explication de la nouvelle décoration exécutée dans la chapelle de la Sainte-Vierge », in Mémoires de la Société archéologique d’Eure-et-Loir, tome III, Chartres, 1863, p. 298-320, [lire en ligne] ;
- « Communication de M. Paul Durand au sujet de la démolition projetée de la salle Saint-Côme. », dans Société archéologique d'Eure-et-Loir, séance du 6 décembre 1866, Procès-Verbaux, tome III,, Chartres, Petrot-Garnier, libraire, 16 et 17 place des Halles, 1868, 336 p. (ISSN 1149-7203, lire en ligne), p. 257-272 ;
- « Étude iconographique sur ce que les grecs désignent dans la peinture sacrée par le mot Etoimacia », in Mémoires de la Société archéologique d’Eure-et-Loir, tome IV, Chartres, 1867, p. 381-439, [lire en ligne] ;
- Lecture d'un article en séance sur l’ancien hôtel-Dieu de Chartres détruit en 1868, Procès-Verbaux de la Société archéologique d'Eure-et-Loir, tome IV, séance du 2 juillet 1868, p. 109 à 120, Chartres, Petrot-Garnier librairie, 1873, [lire en ligne].
- « Le sarcophage de Salone. Le Bon Pasteur a-t-il été représenté sur des tombeaux dans l’antiquité profane ? », in Mémoires de la Société archéologique d’Eure-et-Loir, tome VI, Chartres, 1876, p. 172-193, [lire en ligne].

### Chrétienté orientale
- Denys de Fourna (trad. Adolphe Napoléon Didron et Paul Durand), Manuel d'iconographie chrétienne, grecque et latine : avec une introduction et des notes, New York (original: Paris), B. Franklin (réimpression), 1845 (lire en ligne), p. 30-traduction française de Guide de l'iconographe de Denys de Fourna.

## Hommages
- Hommage à un orientaliste chartrain Paul Durand (1806-1882) - L'approche du monde byzantin, table ronde, puis jury de soutenance de Master II sous la présidence de François-Olivier Touati, Société archéologique d'Eure-et-Loir, amphithéâtre du lycée Marceau, 2 juin 2023.